# رضا ذوالفقاری (سیاستمدار)
رضا ذوالفقاری سیاست‌مدار ایرانی بود، که در دوره بیست و چهارم مجلس شورای ملی به عنوان نماینده طارم از استان زنجان در مجلس شورای ملی حضور داشت.